# Dagwyn Luwsanscharaw
Dagwyn Luwsanscharaw (mongolisch Дагвын Лувсаншарав, englisch Dagvyn Luvsansharav, ᠳᠠᠭᠪᠡᠨ ᠯᠤᠪᠰᠠᠨᠱᠠᠷᠠᠪ, wiss. Transliteration Dagvyn Luvsanšarav; geb. 1. Juni 1927; gest. 25. Mai 2014) war ein mongolischer Sänger, Komponist und Schauspieler.

## Leben
Dagwyn Luwsanscharaw wurde 1927 im Sum Bajanchutag im Chentii-Aimag geboren. Bei seiner Geburt gab ihm sein Vater Dagv den Namen Baldandorj, doch später, nachdem er die Ordination zum Mönch erhalten hatte, erhielt er den Namen Luwsanscharaw. Sein Vater liebte das Reiten, war ein Pferdeliebhaber, kämpfte bei Sum-Festen und war Schmied. Seine Mutter, A. Urtnasan, war eine Handwerkerin, die Roben für Mönche und Adlige nähte und Dekorationen für Tempel und Klöster anfertigte. Sein Großvater Tsultem war ein angesehener, gebildeter Mann gewesen.
1939, als im ganzen Land eine Alphabetisierungsbewegung stattfand, lernte er die tibetische und mongolische Schrift, legte eine Prüfung ab und wurde Lehrer an einer Sum-Grundschule, Alphabetisierungslehrer beim Provinzparteikomitee und Fahrer.
Von 1942 bis 1944 arbeitete er als Schauspieler, Musiker und Regisseur beim Arbeiterklub des Chentii-Aimag, dann zog er nach Ulaanbaatar. Von 1945 bis 1949 war er Schauspieler und Sänger am Staatlichen Musiktheater (Улсын хөгжимт театрт), 1949 bis 1952 war Chorlehrer am Staatlichen Musikalischen Dramatischen Theater (Улсын хөгжимт драмын театрын).
Von 1952 bis 1954 war er Chorlehrer und künstlerischer Leiter am Chowd-Aimag Musical Drama Theater (Ховд аймгийн хөгжимт драмын театрт).
Von 1954 bis 1959 studierte er in der Chorleitungsklasse des Moskauer Konservatorium in Moskau, Sowjetunion.
Von 1960 bis 1963 war er Chorlehrer am Staatlichen Musikalischen Dramatischen Theater, dann Künstlerischer Leiter des Staatlichen Opern- und Balletttheaters (Улсын дуурь бүжгийн театрын) von 1963 bis 1975.
Seit 1975 war er Leiter und künstlerischer Direktor des staatlichen Volkslied- und Tanzensembles (Улсын ардын дуу бүжгийн чуулгад дарга, UADC) und von 1989 bis 2004 Berater der UADBC tätig.
Er starb am 25. Mai 2014. Die Trauerfeier fand am 30. Mai auf seiner Stamm-Bühne, dem Akademischen Opern- und Balletttheater, statt.

## Vermächtnis
Anlässlich des 90. Geburtstags organisierte die Mongolische Union der Kunstarbeiter, die D. Luwsanscharaw-Stiftung und seine Kinder 2017 gemeinsam die akademische Konferenz „D. Luwsanscharaw-Studien“ im Mongolischen Theatermuseum. In dieser Zeit fand auch eine Ausstellung mit dem Titel „Leben und Werk von D. Luwsanscharaw“ statt und in der Staatsphilharmonie wurde der nach D. Luwsanscharaw benannte „Erste Wettbewerb professioneller Sänger“ organisiert und auf der Bühne des UDBET wurde ein Gedenkkonzert abgehalten.

## Familie
Luwsanscharaw hatte vier Kinder: den Komponisten L. Dawaachuu (Л. Даваахүү), eine Tochter, die Klavierlehrerin an der Staatlichen Musikuniversität ist, eine zweite Tochter, die Mongolisch-Sprachlehrerin ist, und den jüngsten Sohn, den Opernsänger L. Bayarsaichan (Л. Баярсайхан).

## Auszeichnungen
- 1951: Verdienter Künstler der Republik Mongolei (БНМАУ-ын гавьяат жүжигчин цол)
- 1963: Staatspreis der Republik (БНМАУ-ын төрийн шагнал)
- 1981: Volkskünstler (БНМАУ-ын Ардын жүжигчин)
- 2000: Held der Arbeit (Монгол улсын Хөдөлмөрийн баатар)
- 2013: Ehrenbürger von Ulaabaatar (Нийслэлийн хүндэт иргэн)

## Wirken
| - Khan bürged (Хан бүргэд) 1966 - Nudraga Dorjoo (Нудрага Доржоо) 1975 - Shivee Khiagt (Шивээ Хиагт) 1971 - Ard Ayuush (Ард Аюуш) 1984 - Nütsgen noyon (Нүцгэн ноён) 1985 - Khadam eej, (Хадам ээж, Halboper) - Khojgor tüshmel (Хожгор түшмэл, Halboper) 1990 - Khar Khorum (Хар Хорум) 2002 - Die Legende der Sonne (Narny domog, Нарны домог, 1987) - Der Wolf (Börte chono, Бөртэ чоно, 1995) - Mondfest (Sarny naadam, Сарны наадам, 1991) - Mutterland (Ekh oron, Эх орон) 1950 - Lang lebe die Mongolei (Mongol oron bat orshig, Монгол орон бат оршиг) 1961 - Wann immer du bereit bist (Khezeed belkhen, Хэзээд бэлхэн) 1965 - Ewiger Lenin (Mönkhiin Lyenin, Мөнхийн Ленин) 1970 - Goldene Soyomb-Hymne (Altan soyombyn duulal, Алтан соёмбын дуулал) 1974 - Ruhm des Grenzschutzes (Khiliin tsergiin aldar, Хилийн цэргийн алдар) 1980 und weitere | - Am Kap des Blumensees (Tsetseg nuuryn khoshuund, Цэцэг нуурын хошуунд) 1954 - Die wunderbare Flöte (Gaikhamshigt limbe, Гайхамшигт лимбэ) 1960 - Das verlorene Siegel (Aldagdsan tamga, Алдагдсан тамга) 1972 - Streng geheim (Mash nuuts, Маш нууц) 1979 - Die grüne Göttin (Nogoon dari ekh, Ногоон дарь эх) 1990 und weitere Musicals - Bayasgalan (Баясгалан) 1962 - Aman khuur (Аман хуур) 1963 - Sünde und Tugend (Nügel buyan, Нүгэл буян) 1962 - Verloren in der Welt (Töörsöör töröldöö, Төөрсөөр төрөлдөө) 1968 - Morgen (Öglöö, Өглөө), Kampf (Temtsel, Тэмцэл) 1968 - Der Schmerz unerträglicher Freude (Jargal daakhgüin zovlon, Жаргал даахгүйн зовлон) 1987 - Flügel der Erde (Gazryn jigüür, Газрын жигүүр) 1978 und für 20 weitere Dokumentar- und Spielfilme - Kherlen (Хэрлэн) - Komm her, Mama (Maamuu naash ir, Маамуу нааш ир) 1956 - Ich liebe dich (Bi chamd khairtai, Би чамд хайртай) - Heimat (Ekh oron, Эх орон) - Drei Sportmelodien (Gurvan tamiryn uyanga, Гурван тамирын уянга) - Trag meine Liebe weiter (Durlal khairyg mini damjuulaarai, Дурлал хайрыг минь дамжуулаарай) und 400 weitere Lieder |